# Edward Tudor-Pole
Edward Tudor-Pole, pseudonimo di Edward Tenpole, soprannominato Eddie (Londra, 6 dicembre 1955), è un cantante e attore britannico.

## Biografia
Edward Tudor-Pole nacque il 6 dicembre 1955 nel quartiere di Lambeth, a Londra e frequentò la King Edward's School di Witley, nel Surrey, per poi spostarsi alla RADA (Royal Academy of Dramatic Art).

### Carriera musicale
Folgorato dall'avvento del punk rock, nel 1977 Tudor-Pole formò la band Tenpole Tudor, acquisendo notorietà in patria soprattutto grazie alla sua partecipazione al film-documentario La grande truffa del rock'n'roll (The Great Rock 'n' Roll Swindle) come possibile sostituto di Johnny Rotten nel ruolo di cantante dei Sex Pistols. Nel film egli canta i brani Who Killed Bambi?, The Great Rock 'n' Roll Swindle, ed una stralunata cover di Rock Around the Clock, tutti inclusi nell'album della colonna sonora tratta dal film.
Nel 1980, grazie alla popolarità acquisita del loro frontman, i Tenpole Tudor firmarono un contratto con la Stiff Records e successivamente pubblicarono due album: Eddie, Old Bob, Dick and Gary e Let the Four Winds Blow. Da essi furono estratti tre singoli di successo, con Swords of a Thousand Men che raggiunse la top ten britannica.
Scioltasi la band, Tudor-Pole intraprese la carriera solista, continuando ad esibirsi in svariati concerti in tutta la Gran Bretagna. Il suo stile ingloba elementi di diversi generi quali punk rock, country-western e puro rock and roll.

### Carriera cinematografica e televisiva
Tudor-Pole è apparso in numerosi film e spettacoli teatrali, fungendo anche da conduttore del programma tv The Crystal Maze, in sostituzione di Richard O'Brien dal 1993 fino al termine dello show nel 1995.
Tra i film ai quali ha partecipato si annoverano La grande truffa del rock'n'roll, Absolute Beginners, Giochi nell'acqua (Drowning by Numbers), The Queen's Sister, Cacciatore bianco, cuore nero (White Hunter, Black Heart) con Clint Eastwood e molti film diretti da Alex Cox inclusi Sid & Nancy e Diritti all'inferno (Straight to Hell).
In Kull il conquistatore, pellicola del 1997, interpretò il ruolo di Enaros, antagonista del protagonista. Partecipò inoltre a Quills - La penna dello scandalo insieme a Geoffrey Rush e Kate Winslet e a Tu chiamami Peter (The Life and Death of Peter Sellers) nella parte di Spike Milligan. La sua apparizione in Harry Potter e la camera dei segreti (2002) nel ruolo del signor Sinister, il proprietario del negozio Magie Sinister, fu tagliata al montaggio, ma venne inclusa nella versione estesa del film in DVD.

## Filmografia
- La grande truffa del rock'n'roll (The Great Rock 'n' Roll Swindle), regia di Julien Temple (1980)
- Absolute Beginners, regia di Julien Temple (1986)
- Sid & Nancy, regia di Alex Cox (1986)
- Diritti all'inferno (Straight to Hell), regia di Alex Cox (1987)
- Walker - Una storia vera (Walker), regia di Alex Cox (1987)
- Giochi nell'acqua (Drowning by Numbers), regia di Peter Greenaway (1988)
- Cacciatore bianco, cuore nero (White Hunter Black Heart), regia di Clint Eastwood (1990)
- La principessa degli intrighi (Princess Caraboo), regia di Michael Austin (1994)
- Blackout, regia di Paulita Sedgwick (1994)
- Le donne non sono tutte uguali (Different for Girls), regia di Richard Spence (1996)
- La lengua asesina, regia di Alberto Sciamma (1996)
- Kull il conquistatore (Kull the Conqueror), regia di John Nicolella (1997)
- Tunnel of Love, regia di Robert Milton Wallace (1997) - cortometraggio
- Talos - L'ombra del faraone (Tale of the Mummy), regia di Russell Mulcahy (1998)
- I miserabili (Les Misérables), regia di Bille August (1998)
- Some Voices, regia di Simon Cellan Jones (2000)
- Quills - La penna dello scandalo (Quills), regia di Philip Kaufman (2000)
- Tu chiamami Peter (The Life and Death of Peter Sellers), regia di Stephen Hopkins (2004)
- GamerZ, regia di Robbie Fraser (2005)
- The Queen's Sister, regia di Simon Cellan Jones (2005) - film TV
- Faintheart, regia di Vito Rocco (2008)
- The Man on the Moor, regia di Steven Rosam (2013) - cortometraggio

## Discografia

### Tenpole Tudor

#### Album
- Eddie, Old Bob, Dick and Gary (1981, Stiff Records, SEEZ 31)[3]
- Let the Four Winds Blow - (1981, Stiff Records, SEEZ 42)
- Made It This Far - (2009, Angel Air)
- 3 Bells in a Row - (2019, Voices of Wonder)

#### Singoli
- Who Killed Bambi? - (1979, Virgin VS 256)[4]
- Rock Around the Clock - (1979, Virgin VS 290)
- Real Fun / What's in a Word - (1980, Korova - KOW 4)
- 3 Bells in a Row / Fashion (Live at The Marquee) / Rock and Roll Music (Live at The Marquee) - (1980, Stiff Records, BUY 98)
- Swords of a Thousand Men / Love and Food - (1981, Stiff Records, BUY 109)
- Wünderbar / Tenpole 45 - (1981, Stiff Records, BUY 120)[4]
- Throwing My Baby Out with the Bath Water / Conga Tribe - (1981, Stiff Records, BUY 129)[4]
- Let the Four Winds Blow / Sea of Thunder - (1981, Stiff Records, BUY 137)
- Swords of a Thousand Men  - (2012, Stiff Records, BUY 285)

#### Raccolte
- The Best of Tenpole Tudor: Swords of a Thousand Men - (2001, Metro, METRCD 049)
- Wunderbar: The Stiff Records Singles Collection - (2002, Anagram Records, CD PUNK 128)